# Cole Campbell
Pour les articles homonymes, voir Campbell.
Cole Campbell, né le 20 février 2006 à Houston, dans le Texas aux États-Unis, est un footballeur américain qui évolue au poste d'ailier droit au Borussia Dortmund.

## Biographie

### En club
Né à Houston, dans l'État du Texas aux États-Unis, Cole Campbell est formé par l'Atlanta United puis par le FH Hafnarfjörður, qu'il rejoint en 2020. Il joue son premier match en professionnel avec ce club, le 15 août 2021, à l'occasion d'une rencontre de championnat face au Leiknir Reykjavik. Il entre en jeu à la place de Steven Lennon (en) et voit son équipe l'emporter par cinq buts à zéro. Alors âgé de seulement 15 ans, le deuxième plus jeune joueur de l'histoire du club à évoluer en première division.
Campbell joue pour le Breiðablik avant de rejoindre le Borussia Dortmund en juillet 2022.
Il joue son premier match avec l'équipe première de Dortmund le 26 octobre 2024, à l'occasion d'une rencontre de Bundesliga face au FC Augsbourg. Il entre en jeu à la place de Donyell Malen mais voit son équipe être battue par deux buts à un,.
Le 5 novembre 2024, il fait sa première apparition en Ligue des champions, à l'occasion d'un match de groupe face au SK Sturm Graz. Son équipe l'emporte par un but à zéro ce jour-là.

### En sélection
Cole Campbell est éligible pour représenter les États-Unis ou l'Islande en sélection. Il commence avec l'équipe d'Islande des moins de 17 ans, jouant sept matchs et marquant deux buts avec cette sélection entre 2021 et 2022.
En mars 2024, Campbell décide finalement de jouer pour les États-Unis en sélection.
Il joue avec l'équipe des États-Unis des moins de 19 ans depuis 2024.

## Statistiques
| Saison                | Club                  | Championnat           | Championnat | Championnat | Championnat | Coupe(s) nationale(s) | Coupe(s) nationale(s) | Coupe(s) nationale(s) | Compétition(s) continentale(s) | Compétition(s) continentale(s) | Compétition(s) continentale(s) | Compétition(s) continentale(s) | Total | Total | Total |
| Saison                | Club                  | Division              | M.          | B.          | P.d.        | M.                    | B.                    | P.d.                  | Comp.                          | M.                             | B.                             | P.d.                           | M.    | B.    | P.d.  |
| 2024-2025             | Borussia Dortmund     | Bundesliga            | 4           | 0           | 0           | 1                     | 0                     | 0                     | C1                             | 1                              | 0                              | 0                              | 6     | 0     | 0     |
| Total sur la carrière | Total sur la carrière | Total sur la carrière | 4           | 0           | 0           | 1                     | 0                     | 0                     | -                              | 1                              | 0                              | 0                              | 6     | 0     | 0     |